# Phryno postica
Phryno postica là một loài ruồi trong họ Tachinidae.